# 드림팀 (2012년 영화)
《드림팀》(Les Seigneurs)은 2012년 공개된 프랑스의 코미디 영화이다.

## 줄거리
선수시절 프랑스 축구 국가대표팀과 파리 생제르맹의 유명한 축구 선수였던 오베라는 은퇴 후 AS 생테티엔의 감독을 맡았으나 중간에 사기 피해를 당하고 결국 감독에서도 경질되어 점점 내리막으로 치닫는다. 그나마 하나 남은 일자리인 생방송 축구 프로그램도 같이 나온 전직 심판 푸크와의 악연으로 결국 폭발하여 그를 폭행하고 방송에서도 잘린다.
한편 프랑스의 작은 섬 몰렌에 있는 FC 몰렌은 쿠프 드 프랑스 7라운드 진출로 들떠있었으나 지역경제를 담당하는 공장이 법정관리에 들어가자 공장 빚을 갚기 위해 두 경기를 더 이기고 쿠프 드 프랑스 32강에 올라가 관중수익으로 빚을 갚는다는 계획을 세운다.
오베라는 법원에 출두하여 아내에게 이혼당하고 양육권마저 빼앗긴다. 오베라는 법원에서 추천해준 FC 몰렌의 감독을 맡아 양육권을 되찾기로 한다. 그러나 생업을 같이 하는 축구 선수들로는 가능성이 없다고 판단, 자신의 옛 동료 마란델라, 지아니, 베르다, 레안드리에게 찾아가 팀에서 뛰어줄 것을 부탁하며 하나둘 FC 몰렌으로 입단시킨다. 처음엔 오합지졸이었으나 점차 발전하면서 8라운드와 64강전에서 상대팀을 연달아 격파하며 목표인 쿠프 드 프랑스 32강에 진출한다. 허나 구단주 르게넥은 32강 진출만으로는 공장 빚을 갚지 못한다며 1경기 더 이길 것을 부탁한다. 그러나 상대는 리그 1 강호 중 하나인 올랭피크 드 마르세유. 설상가상으로 지아니마저 경기에 출전할 수 없게 되자 지아니 대신 오베라가 선수로 출전하게 되는데...

## 배역
- 조제 가르시아 - 패트릭 오베라

프랑스 축구 국가대표팀까지 지낸 슈퍼스타였으나 지금은 알코올 중독자로 이혼당하고 양육권마저 빼앗기는 바람에 양육권을 찾기 위해 프랑스의 작은 섬 몰렌에 있는 축구팀 FC 몰렌의 감독을 맡고 쿠프 드 프랑스 32강을 목표로 하여 칼레의 기적을 다시 한번 재현하려 한다.
- 프랑크 뒤보스크 - 다비드 레안드리

아틀레티코 마드리드에서 뛰었던 유명한 공격수였고 은퇴후에 배우로 살아가고 있다. 선수시절 승부차기에서 파넨카킥을 했으나 실패하여 트라우마가 있다. 오베라와 르게넥에게 속아 몰렌에 온다.
- 장피에르 마리엘 - 티투안 르게넥

몰렌의 시장이자 FC 몰렌의 구단주. 압류 위기에 처한 공장을 지키기 위해 오베라에게 FC 몰렌의 감독을 맡겨 쿠프 드 프랑스 32강까지 가라고 한다.
- 가드 엘마레 - 레이얀 지아니

AC 밀란에서 뛰었던 유명한 미드필더였으나 지금은 공황장애를 앓고 있다. 게임광이라 플레이스테이션만 있으면 행복해한다. 축구 게임에 자신이 빠진 것에 대해 슬퍼하고 있다. 오베라의 권유로 FC 몰렌에서 뛰기로 한다.
- 조이스타르 - 샤히프 베르다

전직 미드필더 출신. 폭행죄로 교도소에서 징역을 살다 나온다. 오베라의 권유로 FC 몰렌에서 뛰기로 한다. 마란델라와는 사이가 안 좋다.
- 람지 베디아 - 파비앙 마란델라

전직 골키퍼 출신. 여자를 밝히고 파티에 중독되어 있다. 오베라의 권유로 FC 몰렌에서 뛰나 골키퍼는 하기 싫다고 공격수를 하지만 도움이 안 된다. 베르다와는 사이가 안 좋다.
- 오마르 시 - 웨케 엔도고

전직 수비수 출신. 심장병으로 수술을 받은 적이 있다. 아내에게 잡혀 산다. 오베라의 권유로 FC 몰렌에서 뛰기로 한다.
- 장 르노 - 본인